# 鑓田研一
鑓田 研一（やりた けんいち、1892年8月16日 - 1969年1月28日）は、日本の伝記作家、小説家。作家評伝家。

## 生涯
山口県岩国市生まれ。神戸中央神学校卒業。1915年宇野千代らと回覧雑誌を作る。
トルストイ、プルードンに影響を受け、農民文芸会の機関誌『農民』を拠点に、無政府主義的重農主義を展開。また賀川豊彦に師事しキリスト教、親鸞などに傾倒した。
明治期作家評伝も書き、新島襄の著作の編集も行う。
戦後は一般向け実用書なども執筆した。

## 著書
- トルストイの新研究 その無政府重農主義について 啓明会本部 1927 (啓明パンフレット)
- 国を再興した英雄の話 昭陽堂書店 1928 (聖書物語文庫)
- 無産農民の陣営より 全国農民芸術聯盟出版部 1929
- アナーキズム方法論 日本労働組合自由聯合協議会 1933 (日本自協・哲学資料 ; 1)
- 賀川豊彦 伝記小説 不二屋書房 1934
- 基督教と歎異鈔 不二屋書房 1934
- 殉教者の旗 長崎書店 1935
- 白馬の騎手 信仰実話 不二屋書房 1935
- 小説石川啄木 第一書房 1936
- 山室軍平 伝記小説 実業之日本社 1936
- ものがたり聖書 日本書荘 1937
- 賀川豊彦先生 日曜世界社 1937
- 長篇小説島崎藤村 新選純文学叢書 新潮社 1938
- 小説有島武郎 新潮社 1939
- 生きてゐる土 新潮社 1939 (土の文学叢書)
- 鏡泊湖 洛陽書院 1940 (開拓文芸選書)
- 武蔵野の灯 昭和書房 1940
- 黄風 河出書房 1941
- 満洲建国記 新潮社 1942-1943
- 蘇峰と蘆花 潮文閣 1944
- 五色旗 滿洲建國物語 吐風書房 1944.12
- 日本の文学者 全国書房 1946
- 日本の夜は明ける 第一書店 1948
- スヱーデンの協同組合 日本協同組合同盟 1948
- 第三の太陽 小説(日本社会運動史 1) 社会思潮編集局 1948
- 小説河上肇 繭の巻 書肆一杉 1949
- 花神 土に親しむ会 1950
- 新島襄 殉教の愛国者 ポプラ社 1951 (偉人伝文庫)
- 聖母マリア 愛の御母 ポプラ社 1952 (偉人伝文庫)
- 手紙百科 大泉書店 1952
- 内村鑑三 愛の宗教家 ポプラ社 1952.6 (偉人伝文庫)
- ルーテル 宗教改革の先駆 偕成社 1953 (偉人物語文庫)
- 恋愛百科 大泉書店 1953
- 愛の手紙の書き方 大泉書店 1954 (入門百科叢書)
- 商業文百科 大泉書店 1955〔入門百科叢書〕
- 現代エチケット百科 大泉書店 1955
- 徳富蘆花 愛の文豪 ポプラ社 1956 (偉人伝文庫)
- 成功への二十の道 大泉書店 1957 (入門百科叢書)
- 樋口一葉 薄命の佳人 ポプラ社 1958 (偉人伝文庫)
- 人生の教師たち 山田清三郎、島影盟共著 泰光堂 1958
- やりたいことがやれる本 積極的生き方管理法 青春新書 1961
- 若い人の金のもうけ方 もうける技術もうかる秘法 青春新書 1961
- コーヒーガイド 大泉書店 1961
- へたな字を生かす法 アッといわせるこんな効力 青春新書 1962
- 勝負!この一手 碁に強くなる本 青春出版社 1964 (ライフブックス)
- キリスト ポプラ社 1965 (世界伝記全集)
- 昭和財界七人の実力者 一水社 1965 (かもめ新書)
- 祝辞と弔辞百科 大泉書店 1965
- 新手紙百科 大泉書店 1967 (入門百科)

## 翻訳
- ユウセビウス信仰史 警醒社書店 1925 (信仰古典叢書)
- 宗教と資本主義の勃興 アール・エイチ・トウニイ 賀川豊彦共訳 警醒社 1933
- 軌道をめぐる星 J.H.ジーンス 恒星社 1935
- 我等をめぐる宇宙 J.H.ジーンス 賀川豊彦共訳 恒星社 1940.4
- 神は躓く リチヤード・クロッスマン編 村上芳雄共訳 青渓書院 1950